# Acanthicus adonis
Acanthicus adonis, o adonis pleco, é uma grande espécie de bagre blindado. Ele foi originalmente descrito no baixo rio Tocantins, no Brasil, mas indivíduos semelhantes à espécie também foram registrados na Amazônia Peru. A espécie é ocasionalmente vista no comércio de aquários, mas seu enorme tamanho adulto e comportamento agressivo territorialmente significa que um tanque muito grande é necessário. Esses peixes são onívoros oportunistas.

## Aparência
Acanthicus adonis está entre as maiores espécies de bagres blindados e atinge um comprimento de 1 m (3.3 ft).
É castanho escuro a preto com numerosas manchas brancas como juvenil. À medida que o peixe amadurece, as manchas tornam-se menos numerosas e menores, muitas vezes desaparecendo inteiramente em adultos grandes. Seu parente próximo A. hystrix sempre carece de manchas brancas, independentemente da idade. Em contraste, A. adonis não tem o padrão vermiculado frequentemente (mas nem sempre) encontrado na parte inferior de A. hystrix.